# Мішель д'Ербіньї
Мішель д'Ербіньї (фр. Michel d'Herbigny, повне ім'я: Мішель-Жозеф Бурґеньйон д'Ербіньї — фр. Michel-Joseph Bourguignon d'Herbigny; 8 травня 1880, Лілль — 23 грудня 1957, Екс-ан-Прованс) — французький церковний діяч, член ордену єзуїтів (1897), доктор богослов'я (1911), єпископ (1926), сходознавець.

## Біографія
Народився в м. Лілль (Франція). Навчався в семінаріях ордену єзуїтів у містах Гемерт (Нідерланди) та Енгієн (Бельгія). Духовний сан прийняв 1910.
Досліджуючи християнський Схід і теологічну доктрину православ'я, 1911 здійснив подорож до Галичини (зокрема відвідав Хирів), Буковини, Румунії, Хорватії, Боснії і Герцеговини. Підсумком подорожі стала наукова праця про російського релігійного філософа Володимира Соловйова, відзначена премією Паризької АН.
Від 1921 року — професор Григоріанського університету в Римі (Італія). 1924—1931 — перший ректор заснованого єзуїтами Папського східного інституту. Від 1925 — радник створеної при конгрегації східних церков спеціальної комісії «Pro Russia», яка займалася питаннями діяльності католицької церкви в СРСР. Автор проектів папських послань про становище церкви в РСФРР (1921) та згодом у СРСР (1930). Виступав у Парижі, Римі та інших містах Європи з доповідями про голод 1921—1923 років в УСРР й діяльність Папської місії допомоги. Справив значний вплив на папу Пія XI в питаннях східної політики Ватикану.
Засновник католицьких навчальних центрів у Франції, Бельгії, Німеччині, Австрії, Чехословаччині, де з російських емігрантів готували місіонерів для діяльності на території СРСР. З ініціативи Пія XI та за підтримки апостольського нунція в Берліні (Німеччина) Еудженіо Пачеллі (згодом папа Пій XII), яким був висвячений на єпископа (з титулом "Іліонського", давн. грец. Іліон - Троя), тричі відвідав СРСР (4–15 жовтня 1925; 29 березня — 15 травня 1926; 28 липня — 7 вересня 1926), зокрема побував у Харкові, Одесі, Києві. Метою подорожей до СРСР були приховане від радянської влади відновлення та реорганізація ієрархії РКЦ. Таємно висвятив 4 єпископів, у тому числі священика з м. Дмитріївськ (нині м. Макіївка) Пія-Ежена Неве, надавши йому повноваження керівника РКЦ в СРСР, та священика з м. Сімферополь Олександра Фрізона. У 1930 році очолив комісію «Pro Russia», добився розширення її повноважень і відокремлення від конгрегації східних церков та зосередивши її діяльність на розкритті переслідувань, яких зазнавала церква в СРСР.
У грудні 1933 був усунений від усієї діяльності. До кінця не відомо, що стало цьому причиною. Дехто вважає, що цьому послужила поведінка о. Олександра Дейбнера, який працював його особистим секретарем. Значний вплив на усунення від справ єпископа зіграв польський вплив, а зокрема генерала ордена єзуїтів Лєдуховського. Польський єпископат був обурений намаганнями Д'Ербіньї усунути поляків від католицьких місій на Сході Європи, щоб католицизм не асоціювався з полонізацією. Коли Д'Ербіньї було позбавлено покровительства Папи він перейшов в юриздикцію генерала ордена, який 17 січня 1937 році заборонив йому служіння "suspens ad nutum Patris Generalis". 
Д'Ербіньї став жертвою також власного характеру, схильності до екстравагантної поведінки, недискретних висловлювань і дій, авантюристської, фанатичної вдачі та містичної віри у власне високе призначення. Інквізитор (слідчий), який досліджував його справу дійшов до висновку, що той є просто божевільним. В часі опали відійшов від публічної діяльності, смиренно прийнявши всі обмеження. Останні роки життя провів у монастирі ордену єзуїтів як звичайний чернець, проводячи час в медитаціях і колекціонуванні метеликів. 
Помер 23 грудня 1957 року в м. Екс-ан-Прованс (Франція).